# 스탈린그라드 전투
스탈린그라드 전투(러시아어: Сталинградская битва, 독일어: Schlacht von Stalingrad, 문화어: 쓰딸린그라드 격전, 1942년 7월 17일 – 1943년 2월 2일)는 제2차 세계 대전 동부 전선에서 벌어진 주요 전투로, 나치 독일과 그 동맹국들이 소련 남부 러시아에 위치한 스탈린그라드시를 점령하기 위해 소련과 장기간에 걸친 치열한 전투에 돌입하면서 시작되었다. 이 전투는 격렬한 근접전과 민간인에 대한 공중 폭격을 통한 직접적인 공격으로 특징지어졌으며, 시가전의 전형으로 여겨진다. 스탈린그라드 전투는 군사 역사상 최대 규모이자 가장 피해가 많이 발생한 시가전이었다. 추축국 군대와 소련군 모두 스탈린그라드와 그 주변 지역에서 격렬한 전투를 벌이며 막대한 인명 피해를 입었고, 제2차 세계 대전 전체와 인류 역사상 가장 피비린내 나는 격렬한 전투로 평가된다. 이 전투는 유럽 전선에서 전쟁의 전환점으로 널리 인정되며, 독일의 국방군최고사령부(Oberkommando der Wehrmacht)는 동부 전선에서의 손실을 보충하기 위해 다른 지역에서 많은 군사력을 철수해야만 했다. 전투가 끝날 무렵, 독일 제6군과 제4기갑군은 파괴되었고 B 집단군은 완전히 무너졌다. 소련군의 승리는 동부 전선의 세력 균형을 소련에 유리하게 바꾸었으며, 붉은 군대의 사기를 크게 끌어올렸다.
소련과 추축국 모두 스탈린그라드를 전략적으로 매우 중요하게 여겼는데 스탈린그라드는 소련의 최대 산업 중심지이자 볼가강의 중요한 교통 허브였기 때문이다. 스탈린그라드를 장악하면 캅카스의 유전지대에 접근할 수 있고 볼가강을 완전히 통제할 수 있었다. 또한, 이 도시는 당시 소련의 지도자였던 이오시프 스탈린의 이름을 딴 만큼 상징적인 의미도 컸다. 전쟁이 진행됨에 따라 독일의 연료 공급은 부족해졌고, 소련 영토 깊숙이 진격해 유전지대를 확보하는 것이 독일의 주요 목표가 되었다. 독일군은 7월 17일 스탈린그라드로 향하는 접근로에서 소련의 스탈린그라드 전선군과 처음 충돌했다. 8월 23일, 제6군과 제4기갑군 일부가 루프트바페의 대규모 공습 지원을 받아 공세를 시작해 도시의 대부분을 잿더미로 만들었다. 전투는 곧 건물 하나하나를 두고 벌이는 격렬한 시가전으로 전락했고, 양측은 계속해서 시내로 증원군을 보냈다. 11월 중순까지 독일군은 엄청난 희생을 치르면서 소련군을 볼가 강 서쪽의 좁은 지대로 몰아붙였다. 그러나 겨울이 다가오면서 기온은 영하 수십 도까지 떨어져 전투 환경이 더욱 혹독해졌다. 스탈린그라드에서는 치열한 시가전 외에도 참호전이 벌어졌다.
11월 19일, 소련군은 '천왕성 작전'이라는 양방향 공격을 개시해 제6군 측면을 방어하던 루마니아군을 목표로 삼았다. 추축군의 측면은 무너졌고, 제6군은 포위되었다. 아돌프 히틀러는 어떤 대가를 치르더라도 도시를 사수하라고 명령하며 제6군의 탈출을 금지했고, 대신 외부에서 포위를 돌파하거나 공중 보급을 시도했다. 하지만 소련군은 포위된 추축군에 충분한 보급품이 전달되지 못하도록 저지했으며, 격렬한 전투는 두 달간 더 계속되었다. 1943년 2월 2일, 제6군은 탄약과 식량이 모두 소진된 끝에 항복했고, 이는 히틀러의 야전군이 처음으로 항복한 사건이 되었다.
현대 러시아에서는 붉은 군대의 승리를 기념하기 위해 스탈린그라드 전투를 군사 명예의 날 중 하나로 기리고 있다. 전투는 연합국에 속한 여러 나라에서도 널리 알려져 있으며, 대중문화에 깊이 자리 잡고 있다. 마찬가지로, 여러 구소련 국가에서는 스탈린그라드 전투를 대조국전쟁의 중요한 사건으로 인식하고 있다.

## 배경

### 제2차 세계 대전
1939년 8월 나치 독일은 소련과 상호불가침조약을 체결한 후, 같은해 9월에 폴란드를 침공하여 제2차 세계대전을 일으켰다. 다음해에 독일은 공중폭격과 기갑부대의 기동력을 앞세워 속전속결로 덴마크와 노르웨이를 수중에 넣은 후, 벨기에 지역으로 우회하여 마지노선을 무력화시키며 프랑스를 공격했다. 영국과 프랑스 등으로 이루어진 연합군은 독일군 방어에 실패하며 됭게르크 철수작전을 통해 6월 4일부로 유럽 대륙에서 철군하였고, 독일군은 6월 14일에 파리를 점령하며 프랑스의 항복을 받아냈다.
이탈리아, 헝가리, 루마니아, 불가리아가 독일 측에 가담하면서 북아프리카에서 전투가 시작되었으며, 1940년 9월 27일에 독일, 이탈리아, 일본이 삼국 동맹 조약을 맺었다. 나치 독일은 영국과 화해정책을 수립하려 했으나 뜻을 이루지 못하자 소련이 영국과 연대하는 것을 저지하기 위해서 소련에 대한 선제공격을 계획하였다. 그러나 이탈리아가 단독으로 독일에 우호적이던 그리스를 침공하여 발칸 전선을 열었다가 패퇴하기 시작했고 연합군의 발칸 반도 상륙을 우려한 독일이 참전하여 발칸 반도를 제압하는 1개월 동안 독일의 소련 침공 작전 개시가 지연되었다.

### 모스크바 공방전
1941년 6월 22일 독일군과 추축군은 바르바로사 작전을 개시하여 소련을 침공했다. 독일은 연전연승하였고 기습을 당한 소련은 1941년 여름과 가을에 극심한 타격을 입었다. 그러나 독일군은 12월에 치룬 모스크바 공방전에서 밀리며 개전 후 첫 패배를 기록하였다. 겨울 전투에 대한 준비가 부족한 데다가 보급까지 문제가 생겼기 때문이었다. 모스크바 공방전을 기점으로 소련은 본격적인 반격에 나섰다.
1942년 봄까지 독일군은 전선 안정화에 주력했다. 중부 집단군의 손실이 컸기 때문에 모스크바에 대한 재공격은 포기하였다. 독일군의 기본 전략은 방비가 허술한 곳을 집중 공략하여 최대의 성과를 얻는 것이었다. 히틀러는 모스크바에 대한 공격은 적이 충분히 예상할 수 있는 것이라고 봤다. 게다가 독일 육군 최고사령부(OKH)는 1941년 12월에 일본의 진주만 공격으로 미국이 참전했기 때문에 시간이 없다고 생각했다.
그래서 히틀러는 미국이 유럽전에 참전하기 전에 동부 전선을 끝내거나 또는 최소화하려고 했다. 그래서 코카서스의 대유전 지대를 점령하여 소련군의 연료를 고갈시키고 부족한 독일군의 연료 문제도 해결하며 가능하다면 북아프리카에서 동진하는 에르빈 롬멜의 독일 아프리카 군단(DAK)과 중동에서 합류를 꾀하기도 하였다.

### 스탈린그라드의 중요성
러시아 내전에서 스탈린은 백군의 공세로부터 짜리친(당시 스탈린그라드의 명칭) 방위에 큰 공훈을 세웠다. 그 뒤에 스탈린이 산업화를 밀어붙이면서 이곳은 각종 산업시설이 건설되어 급속도로 개발되었고, 자랑스럽게 자신의 이름이 붙게 되었다. 스탈린그라드의 이름은 1925년 그 밑의 공산당 당수가 스탈린에게 선물한 결과이다.
히틀러에게 스탈린그라드 점령은 몇 가지 중요한 이유가 있었다. 이곳은 카스피 해와 북부 러시아를 잇는 수송로인 볼가강의 주된 산업 도시였고, 이곳을 점령하면 코카서스로 전진하는 독일군 좌익의 안전을 확보할 수 있다. 게다가 스탈린의 이름이 붙은 도시를 점령한다는 것은 이념적으로나 선전 면으로 소련에 큰 타격을 입힐 수 있었다. 스탈린도 이 점을 알고 있었고, 총을 들 수 있는 모든 사람을 이곳으로 보내라고 명령했다.
소련군은 독일군에 비해 기갑부대의 능력은 떨어졌으나 짧은 소화기(小火器)가 위력을 발휘하는 시가전에서는 독일군에게 크게 뒤지지 않았다.

## 청색 작전
독일 남방 집단군은 코카서스의 유전 지대를 점령하기 위해 러시아 남부의 스텝 지대를 꿰뚫는 공세를 시작하였다. 히틀러에게 유전 지대의 점령은 다른 장군들이 권고하는 모스크바 점령보다 더 중요한 목표였기 때문에, 러시아 남부 전선에 더 많은 병력과 지원을 했다. 여름 공세의 암호명은 “청색 작전”(독일어: Fall Blau)이었다. 여기에는 독일 6군, 17군, 4기갑군, 1기갑군이 참가했다. 1941년 점령한 우크라이나의 각 지점에서 공세를 개시하기로 되어 있었다.
히틀러는 작전에 참견해서 집단군을 두 개로 나누었다. 에발트 폰 클라이스트가 지휘하는 남부 A 집단군은 제17군과 제1기갑군과 함께 코카서스로 진격을 계속하도록 했고, 프리드리히 파울루스의 제6군과 호트의 4기갑군을 포함하는 남부 B 집단군은 동진하여 볼가강 연안의 스탈린그라드를 공략하라고 명령했다. B 집단군은 막시밀리안 폰 바이크스가 지휘했다.
청색 상황의 원래 이름은 지크프리트 작전(독일어: Unternehmen Siegfried)이었다. 그러나 1942년 4월 5일, 히틀러는 이 작전명을 청색 작전으로 바꾸고, 각 부대에 명령서를 하달했다. 작전은 4단계로 나뉘었다.
1. 보로네시를 점령하여 측면에서의 소련군의 위험을 제거한다.
2. 돈강을 도하하여 돈 강 너머의 소련군을 격파한다.
3. 스탈린그라드로 진격하여 철로를 점거한다.
4. 소련 남부 코카서스 유전 지대를 장악하고, 이란 국경까지 진격한다.

청색 상황의 개시일은 원래 1942년 5월이었다. 그러나 이 작전에 참가하기로 되어 있던 독일군과 루마니아군이 크림반도의 세바스토폴 포위에 참가 중이었기 때문에 6월에 세바스토폴이 함락될 때까지 몇 차례 연기되었다. 이 동안 세묜 티모셴코가 지휘하는 소련군의 춘계 공세가 시작되었으나, 독일군은 대규모로 병력을 동원하지 않고 이미 배치되어 있던 병력으로도 소련군 공세를 막아냈다. 그래서 제2차 하리코프 전투에서 소련군의 돌출부를 잘라 버리는 전투가 행해져 5월 22일에는 소련군의 대규모 병력이 포위되었다.
청색 상황은 최종적으로 6월 28일에 개시되었다. 독일군의 공격은 성공적으로 시작되었다. 소련군은 넓은 스텝 초원에서 거의 저항을 하지 못하고 동쪽으로 무질서한 패주를 시작했다. 저항선을 구축하려는 여러 시도가 다른 독일군 부대의 측면 포위로 좌절되었다. 소련군은 7월 2일 하르코프 북방의 포위망과 일주일 후 밀레노보와 로스토프 근방의 포위망에 갇혀 각각 섬멸되었다.
그동안 헝가리 제2군과 독일 제4기갑군은 보로네시 공세를 개시하여 7월 5일 함락시켰다.

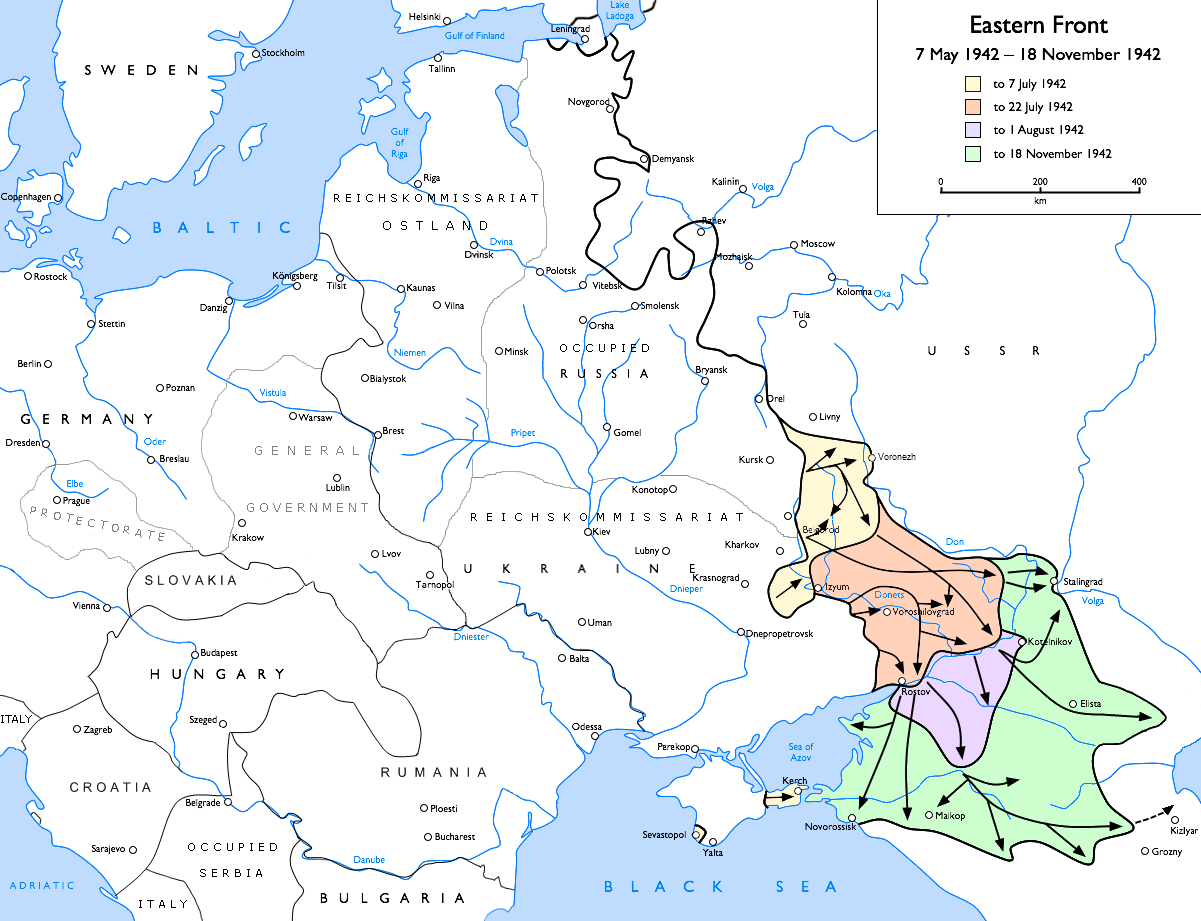
독일 청색 상황 상황도

스탈린그라드를 향하는 B 집단군의 초기 진격은 매우 순조로워 히틀러는 이에 소속된 제4기갑군이 코카서스로 동진하는 A 집단군에 합류하도록 명령했다. 이는 6군과 4기갑군이 같은 도로를 사용하게 되어 지역의 부족한 도로 사정과 맞물려 대규모의 교통 정체를 야기했다. 이 지연은 매우 길어서 적어도 1주간의 진격이 지체되었다. 이렇게 되자 히틀러는 다시 마음을 바꿔 다시 4기갑군에게 스탈린그라드 공략에 합류하도록 명령했다.
7월의 하순까지 독일군은 소련군을 돈강까지 밀어붙였다. 이 시점에서 독일군은 동맹국인 이탈리아군, 헝가리군, 루마니아군을 이용하여 방위선을 구성하고 있었다. 독일 제6군은 스탈린그라드로부터 수십 킬로미터까지 접근했고 그들의 남방에 있던 4기갑군은 시의 공략을 위해 북방으로 진격로를 돌렸다. 남방에서는 A 집단군이 코카서스를 향해 돌진 중이었으나 진격속도는 둔화되었다. A 집단군은 B 집단군을 지원할 수 없는 먼 남쪽까지 진출하였다.
이제 독일군의 의도는 소련군 지휘관들에게 분명해졌다. 소련군의 7월 작전 계획은 스탈린그라드를 방위하기 위해 만들어졌다. 독일군의 공세 앞에 동쪽으로 후퇴하던 소련군 부대는 스탈린그라드에 진입하도록 명령을 받았다. 스탈린그라드의 동쪽은 폭이 넓은 볼가 강이었고, 강을 넘어 다른 소련군 부대들이 배치되었다. 이런 부대들이 새로 62군으로 재구성되었다. 그리고 인근의 64군(슈밀로프 중장 지휘)과 함께 '스탈린그라드 전선군'을 이루었다. 스탈린그라드 전선군은 안드레이 예료멘코 대장이 지휘했고, 시내에 포진한 62군은 처음에 로파틴 중장이 사령관이었으나 그가 수비에 비관적이었고 병력을 볼가 강 너머로 후퇴시켰기 때문에 바실리 추이코프 중장으로 교체되었다(결과적으로 이는 성공적인 것이었다.). 소련군의 목표는 어떤 희생을 치르더라도 스탈린그라드 시를 사수하는 것이었다.

## 스탈린그라드 시가전

### 초기 전투
전투는 시가지에 대한 독일 공군의 무차별 폭격으로 시작되었다. 이것은 도심을 완전히 폐허로 만들었다.
스탈린은 방위 부대의 사기를 위해 민간인이 시를 떠나 피난 가는 것을 금지하였다. 피난 행렬이 방위 부대의 소통에 방해되면 안 된다는 게 그 이유였다. 여자와 아이를 포함한 민간인이 방위망을 구성하기 위해 동원되었다. 8월 23일 단 하루의 대규모 폭격으로 많은 인명이 죽고 많은 건물이 돌과 잿더미로 변했다. 이날 독일 공군 폭격기 600대가 도시에 공격을 개시해서 불지옥으로 만들었고, 시민 약 4만여 명 이상이 사상하는 참혹한 결과를 낳았다.
소련군의 초기 방어 임무는 제1077방공연대가 맡았는데, 이 부대는 주로 고사포를 보유하여 지상 목표에 대한 교전법은 거의 훈련받지 않은 여성 지원병으로 구성되어 있었다. 그럼에도, 이 부대원들은 그들의 위치를 고수하여 진격해 오는 독일 전차와 교전했다. 독일군 제16기갑사단은 제1077연대의 모든 37개의 고사포를 모두 파괴하거나 우회할 때까지 이들과 싸워야 했다고 한다.
전투의 초기에는 직접적으로 군수 물자를 생산하지 않는 노동자들이 대거 도시 방위에 참가하였다. 한동안 탱크는 계속 시내의 공장에서 생산되었고, 도색도 되지 않거나 조준경도 없는, 갓 출고된 탱크를 공장 노동자 가운데 자원자들이 몰고 전선에 나갔다.
8월 하순까지 독일 B 집단군은 스탈린그라드 북쪽에서 볼가 강에 이르렀다. 남쪽을 향한 다른 진격도 이어졌다. 9월 1일까지 소련군은 독일군의 포병과 폭격에 노출되어 위험한 볼가 강 도하를 통해서만 스탈린그라드 내의 부대들에게 보급과 지원을 행할 수 있었다.

### 치열한 시가전
폐허가 된 도시의 잔해 위에서 소련군 제62군과 제64군은 무너진 집과 공장을 이용하여 방어 거점을 구축할 수 있었다. 전투는 치열했고 잔혹했다. 이 도시에 처음 도착한 소련군 사병의 평균 예상 생존 시간은 24시간 미만이었다. 1942년 7월 27일에 내려진 스탈린의 227호 명령에 따르면 상부의 명령 없이 위치를 벗어나는 모든 자는 즉결 처분에 처해졌다. 사수 아니면 죽음이었다. 어쨌든 수많은 소련군 후퇴병과 탈주병이 이런 즉결 처분으로 사살되었다. 물론 스탈린그라드에 투입된 독일군도 커다란 손실을 보고 있었다.
독일군의 군사 원칙은 기갑, 보병, 공병, 공군의 지상 지원이 잘 조화된 협공 작전이었다. 소련군은 여기에 대응하여 항상 독일군에게 가능한 가깝게 근접전을 시도했다. 추이코프는 이런 전법을 '껴안기'라고 불렀다. 이런 전법 때문에 독일군 보병은 홀로 화력 지원 없이 싸우거나 혹은 아군의 화력 지원에 따른 손실을 감수할 수밖에 없었다. 이 전법은 독일군의 근접 지상 지원과 포병 지원을 무력화했다. 모든 거리와 공장, 집, 지하실, 계단에서 사람과 사람의 치열한 전투가 벌어졌다. 독일군은 이런 시가전을 농담 삼아 생쥐 전쟁(Rattenkrieg)이라고 불렀다. 부엌에서 쥐가 도망가면 또다시 거실에서 쥐잡기를 해야 하는 것과 비슷했기 때문이다.
특히 치열한 전투가 벌어진 곳은 마마이 언덕이었다. 이곳은 주인이 수없이 바뀌었다. 어떤 반격 때에는 소련군이 하루에 1개 사단을 잃기도 했다. 또한 거대한 사일로로 만들어진 곡물 저장소에서는 전투가 너무 근접전으로 벌어져 소련군과 독일군은 서로의 숨소리까지 들을 수 있었다. 전투는 여기서 몇 주간 계속되었는데 독일군이 최후로 적을 소탕했을 때 겨우 40구의 소련군 시체를 발견했다. 그들은 저항의 규모로 볼 때 더 많은 소련군이 있었을 것이라고 추정했다(소련군 병력이 후퇴했을 수도 있다). 시의 다른 부분에서는 야코프 파블로프가 지위하는 소련군 소대가 한 아파트 빌딩 전체를 요새화하였다. 이 빌딩은 시의 중앙 광장을 한눈에 내려다볼 수 있었다. 병사들은 이곳을 지뢰밭으로 둘러싸고 창문에 기관총을 배치하였고, 지하실의 벽에 틈을 내어 통신을 용이하게 했다. 이 빌딩은 나중에 '파블로프의 집'이라고 불렸다.
양군의 손실은 막심했기 때문에, 계속 새로운 부대가 시내로 투입되었다. 특히 소련군은 수천 킬로미터 밖의 시베리아나 극동에서 지원군을 끌어오기도 했고, 심지어는 해군의 수병까지도 동원했다. 시베리아에서 달려온 알렉산드르 로딤체프 지휘하의 제13근위보병 사단은 마마이 언덕을 비롯한 각종 시가전에서 큰 피해를 입으면서도 대활약을 했다. 그는 생사기로의 위기에서 (15번이나 주인이 바뀌었던) 스탈린그라드 중앙역 벽에 "로딤체프의 친위부대원들이 여기서 조국(로디나)을 위해 싸웠고 잠들다."라고 갈겨썼다.
독일군은 돌파구가 보이지 않자 중화기를 시에 배치하기 시작했다. 이 중에는 구경 800 mm의 구스타프 열차포(별명 도라)도 있었다. 한편 소련군도 독일군이 도하를 하지 않는다는 것을 알아차리고 볼가 강 동안에 대규모의 포병을 배치하여 독일군을 계속 포격하였다. 독일군의 전차는 높이가 8미터가 넘는 폐허 더미 속에서는 쓸모가 없었다. 게다가 소련군은 부서진 빌딩에 대전차포를 엄폐해 두었다가 전진해 오는 독일군 전차를 공격했다.
소련군 저격수도 교묘히 폐허를 이용하여 독일군에게 큰 손해를 입혔다. 가장 유명한 저격수는 제1122보병연대의 이반 시도렌코인데, 전쟁이 끝날 때까지 약 500명을 사살하였다.
다른 저격수 바실리 자이체프도 전투 기간 중 242명을 사살하였다. 그는 또 독일군의 악명 높은 저격수 하인츠 토르팔트를 사살했다고 알려졌지만(이것은 에너미 앳 더 게이트로 영화화되었다.), 대부분의 역사가는 하인츠 토르팔트(혹은 에르빈 쾨니히)는 소련 측이 만들어낸 가공인물이라고 생각한다.
스탈린과 히틀러에게 스탈린그라드는 실제 전략 목표보다 더 중요한 최우선 과제가 되었다. 소련군 최고 사령부는 전략 예비군을 모스크바 방면에서 볼가 강 저지로 이동시켰고, 항공기도 모든 지역에서 스탈린그라드 방면으로 동원했다. 양군의 지휘관들은 막대한 긴장에 시달렸다. 독일군 지휘관 파울루스는 눈가에 심한 경련이 생겼고, 추이코프는 습진 때문에 양손을 붕대로 완전히 감쌀 정도였다. 양측의 병사들도 근접 전투가 야기하는 심한 긴장감 속에 지냈다.

### 11월의 소련군 위기
독일군은 3개월 동안 수많은 전사자를 남기고 느리고 값비싼 대가를 치른 전진 끝에 11월에 최후로 볼가 강의 강둑에 도달했고, 폐허로 변한 시의 90%가 넘는 곳을 장악하여 남아 있는 소련군을 두 개의 고립 지대에 가두었다. 더욱이 볼가 강의 유빙이 볼가 강 동안에서 시내로 보급을 실어 나르는 소련 배들의 도강을 방해했다. 그러나 시내, 특히 마마이 언덕과 북쪽의 공장 지대에서는 계속 전과 다름없는 치열한 전투가 벌어졌다. '붉은10월 공장'과 '펠릭스 제르진스키 트랙터 공장', '바리카디 대포 공장' 주위의 전투는 세계적으로 유명해졌다. 소련군과 독일군이 치열한 전투를 벌이는 동안, 바로 옆의 공장에서는 노동자들이 전차와 무기를 수리했고, 공장 자체에서 전투가 벌어질 때도 있었다. 한편 코카서스(최종 목적지는 바쿠)로 향하는 A 집단군의 진격은 청색 작전 초기 몇달간의 진격속도와 다르게 11월 이후로는 눈에 띄게 진격속도가 느려졌다. 11월 이후 A 집단군은 카프카스 산맥에서 교착상태에 빠졌다.

## 소련군의 반격

### 반격 작전의 입안
가을에 스탈린그라드 방면의 전략적 작전 지도를 맡은 바실레프스키와 주코프는 시내로 병력을 축차 투입하는 것으로는 독일군을 격퇴할 수 없음을 깨닫고 대규모 공세를 통해 전세를 뒤집으려 하였다. 그리하여 스탈린의 승인을 얻어 일방적 공세 작전을 입안했다. 작전 계획은 독일군을 시내에 붙잡아두고, 양 측면을 공격하여 스탈린그라드의 독일군을 포위하는 것이었다.
이를 위해 치열한 전투가 벌어지는 시에는 겨우 거점을 유지할 수 있을 만큼만 병력을 지원했고, 시의 서북쪽과 서남쪽의 스텝 지대에 대규모 병력을 집중시키기 시작했다. 이 작전은 '천왕성 작전'으로 명명되었으며, 독일 중앙 집단군을 겨눈 화성 작전과 함께 실시될 예정이었다. 독일군은 특히 북쪽 좌익이 허점이었는데, 이곳은 독일군에 비해서 잘 훈련되지 못하고 변변한 장비와 무기도 부족한데다 사기도 엉망인 크로아티아군과 헝가리군, 루마니아군이 수비를 담당하고 있었기 때문이었다. 북아프리카에서 영국군이 가능할 때마다 독일군 대신 주로 약한 이탈리아군을 상대로 돌파구를 뚫었듯이, 소련군도 이러한 점을 이용해서 비(非)독일 추축군을 공격 목표로 삼았다. 이 공세의 준비 기간 동안 주코프는 개인적으로 전선을 방문했는데 이것은 장군에게는 어쩌다 한번이었다.
이 전투는 3년 전 주코프의 할힌골 전투(노몬한 사건)와 매우 유사했다. 주코프는 할힌골에서 두 갈래로 적을 돌파, 포위하는 협공 전법을 이용해 일본군 제23사단을 궤멸시켰다. 이는 독일군이 소련군에게 자주 써먹었던 양 갈래 돌파 전법(독일어: Keil und Kessel)과도 거의 비슷함에 가까웠다.

### 측면의 위협
치열한 시가전 동안 B 집단군의 측면을 보호하는 독일군, 이탈리아군, 헝가리군, 루마니아군은 사령부에 계속 지원 요청을 했다. 장비가 불충분하고 훈련도가 낮은 헝가리 제2군이 스탈린그라드 북방의 정면 200킬로미터를 수비하고 있었다. 이것은 매우 얄팍한 수비로 1~2킬로미터의 전선을 일개 소대가 맡는 꼴이었다. 소련군 부대들은 강의 남쪽 기슭의 여러 곳을 장악하고 있었고, 이것은 B집단군에게 심각한 위협이 되었다. 그러나 히틀러는 시 자체만을 강조했고, 측면에 대한 지원 요청은 거부했다. 독일군 측면에 대한 소련군의 대폭적인 증강은 매우 비밀리에 수행되었지만, 각종 정찰과 포로 심문을 통해 독일 측에서도 이를 알고는 있었다. 독일군 총참모장 프란츠 할더는 측면에 대한 위험을 지적하며 스탈린그라드에 대한 히틀러의 집착에 대해 우려를 표시했다. 그러나 히틀러는 소련군의 병력 증강에 대한 정보를 허무맹랑한 일로 일축하면서, 10월 중순 총참모장을 할더에서 쿠르트 차이츨러로 교체하였다.

### 천왕성 작전

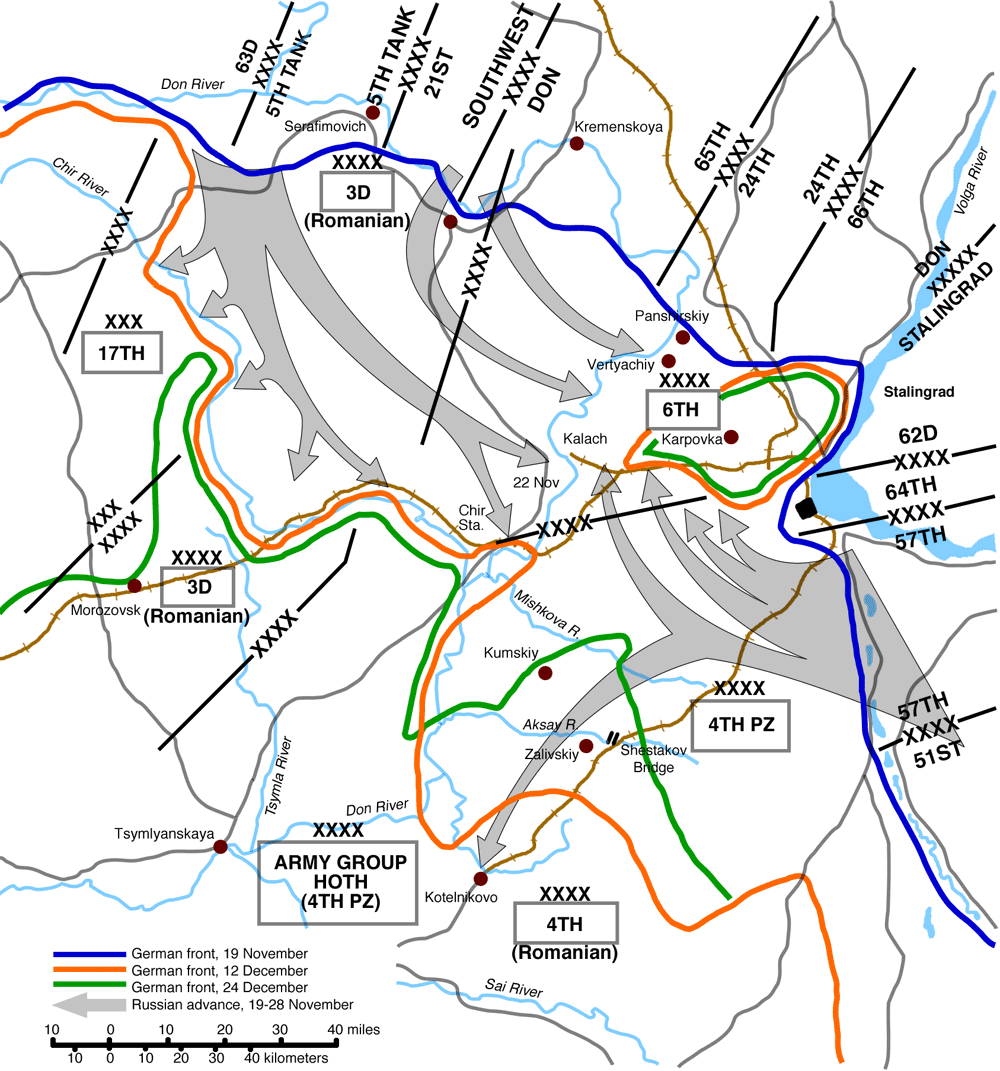
소련 “천왕성 작전” 반격(9월 19일~9월 28일)

11월 19일 소련군은 드디어 천왕성 작전을 개시했다. 3개 야전군(1근위, 5전차, 21군)으로 이루어진 남서 전선군이 바투틴 대장의 지휘를 받으며 북쪽에서부터 내려오기 시작했다. 남서전선군은 총 18개 보병사단과 8개 전차여단, 2개 차량화여단, 6개 기병사단, 1개 대전차여단의 대병력을 보유했다. 이 부대는 독일 제6군의 북쪽 측면을 수비하던 루마니아군을 겨누었다. 루마니아군은 이전부터 계속 독일 측에 증원과 지원을 요청하였지만, 이는 거부되었다. 소련군의 맹공 앞에 병력도 열세였고 장비도 불충분했던 루마니아 제3군은 산산이 부서져 흩어졌다. 11월 20일에서는 남쪽 방면에서도 두 개의 야전군으로 이루어진 로코소프스키 중장 지휘하의 돈 전선군의 공세가 시작되어 보병만으로 이루어진 루마니아 제4군단을 분쇄했다. 두 갈래의 전선군은 이틀 후 스탈린그라드 서쪽 칼라치에서 만나 독일 제6군을 둘러싸는 거대한 포위망을 형성했다. 소련 측은 이 만남을 기록 영화로 찍어 선전했지만, 이것은 나중에 만들어진 연출이었다. 당시에는 사용 가능한 카메라가 없었기 때문이다.

## 포위된 독일군

### 공중 보급
11월 23일 소련군의 협격 포위로 25만여 명의 독일과 루마니아군 그리고 약간의 크로아티아 출신의 의용병 부대가 거대한 포위망에 갇혔다. 포위망 안에는 또한 1만 명에 달하는 소련 민간인과 전투 중에 독일군이 잡은 수천 명의 소련군 포로가 있었다. 독일 제6군 전체가 포위망에 갇힌 것은 아니고, 5만여 명은 포위망 밖에 있었다. 포위망 구성을 마친 소련군은 사주 방위선을 구성하여 안쪽의 탈출 시도와 바깥쪽의 구원 시도를 모두 대비했다.
프리드리히 파울루스 장군은 가시방석에 앉은 기분이었다. 소련군이 북부에서 공격을 개시한 이튿날인 11월 20일, 파울루스는 막료들과 함께 후퇴 방어선의 후보지를 물색하고 있었다. 그러나 파울루스가 거기에 도착했을 때, 사전에 이 계획을 보고받고 있던 히틀러로부터 파울루스에게 무전 명령이 도착했다. 그것은 스탈린그라드에 가까운 굼라크 비행장의 제6군 사령부로 돌아가 거기서 방어전을 지휘하라는 것이었다.
파울루스는 스탈린그라드 남부에 있는 병력을 빼내어 고슴도치 진지를 구성하려고 생각했다. 이것은 독일군이 모스크바 서부에서 포위되었을 때 크게 위력을 발휘한 독일군의 전형적인 방어법이었다.
이튿날 밤, 소련군 부대가 곧 칼라치 부근에서 합류할 것으로 예상한 파울루스는 B 집단군 사령부에 타전했다. "행동의 자유를 요청함" 다시 말해 고슴도치 진지를 지킬 수 없게 될 경우에는 소련군 포위망을 돌파하는 허가를 요청했던 것이다. 그러나 히틀러는 그대로 전선을 유지하라는 지령을 내렸다. "제6군을 구출하기 위해 내가 만전의 노력을 기울이고 있다는 사실을 잊지 마라. 나는 적절한 시기에 명령을 내릴 것이다."
프리드리히 파울루스는 히틀러가 명령하는 대로 움직이는 사람이었다. 언제나 그랬다. 그러나 11월 23일 소련군이 합류하자 전세가 너무나 절망적으로 되었기 때문에 파울루스는 다시 한번 요청했다. "아군은 가까운 미래에 섬멸당할 위기에 직면해 있습니다. 그러므로 스탈린그라드로부터 모든 사단을 그리고 북부로부터 유력한 부대를 철수시킬 필요가 있습니다. 불가피할 경우에는 남서 방면으로 탈출할 수밖에 없습니다."
여기에 히틀러는 이렇게 대답했다. "현재의 전선을 어떠한 희생을 치러서라도 사수해라."라고 히틀러는 명령했다. "보급품을 공수한다." 이 물자 공수라는 발상은 독일군 통수부를 놀라게 했다. 독일 공군의 공수를 통괄하고 있는 마르틴 피비히 중장은 파울루스의 참모장 아르투르 슈미트 준장과의 전화 통화 중에 처음으로 공수에 대한 이야기를 들었다. "총사령관은?"하고 슈미트 준장이 말했다. "고슴도치 진지를 구축하려 하고 있습니다." 피비히 중장은 질문을 던졌다. "그렇다면 물자 보급은 어떻게 할 계획입니까?" 슈미트는 대답했다. "공수로 해 주실 수밖에 없지 않습니까." 피비히는 어안이 벙벙했다. "제6군 전체에 대해서 말입니까? 그것은 불가능합니다. 너무 낙관적으로 생각하지 않기를 바라겠습니다." 피비히는 전화를 끊자 곧 상관인 리히트호펜 장군에게 항의했다. 그리고 리히트호펜 장군은 독일 공군 참모총장 한스 예숀네크 장군에게 전화를 걸었다. "당장 중지시켜야 합니다. 이런 악천후 속에서 25만명의 군대에 공수 보급을 할 수는 없습니다. 미친 짓입니다."
소련의 포위 직후인 11월 24일 열린 회의에서 히틀러는 헤르만 괴링을 비롯한 공군 수뇌와 최근 참모총장으로 임명된 쿠르트 자이츨러 장군과 토의했다. 자이츨러는 "공군은 가능한 모든 비행기를 모아서 연료와 탄약을 공수해야 합니다. 그것이 탈출을 성공시키는 길입니다."고 말했다.
그러나 괴링은 더 화려한 계획을 그리고 있었다. "공군은 제6군을 공중 보급으로 유지할 수 있습니다."라고 괴링은 큰소리쳤다. 자이츨러가 보기에 이 계획은 무모한 것이었다. "공군은 그렇게 할 수 없을 것입니다."고 자이츨러는 잘라서 말했다. "원수 각하, 스탈린그라드에 있는 군대의 보급을 위해 매일 몇 대의 비행기가 나가야 하는지 아십니까?" "내 개인으로서는 모른다."라고 괴링은 대답했다. "그러나 참모는 알고 있다." 자이츨러는 포위권 안에 있는 말(馬)들을 모두 식용으로 쓴다 할지라도 "500톤이 더 필요합니다."라고 지적했다. "매일 500톤을 공중 투하해야 한단 말입니다." "나는 어떻게든 그 일을 해치우겠다."라고 괴링은 선언했다.
이런 '공중 가교'는 사실 처음이 아니었고, 규모는 작았지만 1년 전 모스크바 공방전 직후 데미얀스크 고립 지대에 갇힌 독일군에 성공적으로 사용된 적이 있었다. 단, 데미안스크에서는 일개 군단이었지만, 이번 경우는 일개 야전군 전체였다. 또한 그동안 소련군 전투기가 양적으로나 질적으로 훨씬 개선되어 있었다. 그럼에도 데미얀스크의 성공은 히틀러에게 확신을 주었고, 공군 총사령관 헤르만 괴링도 며칠 후 여기에 찬성했다.
이 공중 가교를 맡게 될 루프트바페 제4항공함대(Luftflotte 4) 사령관 볼프람 폰 리히트호펜은 이 계획의 번복을 요청했지만 허사였다. 결국 독일 제6군은 공중 보급을 받게 되었다. 제6군은 세계에서 가장 큰 규모의 단위 부대였으며 거의 정규 독일 야전군의 두 배의 규모였다. 게다가 제4기갑군의 한 개 군단도 함께 포위되어 있었다. 고립 지대에 대한 공중 보급이 불가능함은 명백했다. 독일 공군의 수송 능력은 크레타 전투 이후 증원되지 않았다. 그래서 일일 수송 가능량은 최대 300톤 정도였지만, 고립 지대 안의 일일 필요 보급량은 500톤이어서 필요량에 훨씬 못 미쳤다. 그러나 히틀러는 괴링의 계획을 지지했고, 포위망 안의 부대에 '항복 절대 불가'의 명령만을 반복했다.
공중 보급 계획은 즉각 실패로 드러났다. 우선 괴링이 동원할 수 있는 항공기 대수가 적었다. 융커스 52형 약 180대, 하인켈 111형이 100대 미만, 여기에 몇 대의 융커스 86형밖에 없었다. 소련군의 밀집된 대공 포화와 전투기는 독일 공군의 수송기들에 심한 손실을 입혔다. 게다가 제6군 점령 지역에는 작은 비행장이 2곳뿐이었고(피톰닉 비행장과 굼라크 비행장) 그 상태도 극히 나빴다. 또한 악천후도 독일군의 수송 효율을 저하시켰다. 첫 공수를 시작한 48시간 동안 독일 공군이 제6군에게 보낸 물자는 불과 130톤이었다. 이런 모든 나쁜 조건들도 모자라는 듯 공군은 그 특권을 고집하여 육군의 보급 담당 장교에 의한 공수 화물의 확인을 거부했다. 그 결과 웃지 못할 실책이 저질러졌다. 어떤 때는 20톤의 보드카와 여름 군복을 가져왔는데, 이것은 이 상황에서 전혀 필요 없었다. 다음에는 오른발만의 구두가 수천개나 왔다. 그리고 나중에는 피임기구까지 산더미로 도착했다.
12월 9일, 1일당 평균 공수량이 최저 필요량인 500톤의 5분의 1도 되지 않는 84.4톤으로 떨어졌고, 이날 제6군 소속 병사 2명이 굶주림 때문에 목숨을 잃었다.
안전하게 도착한 수송기는 돌아올 때 사령부에서 재능이 있다고 판단된 지휘관들이나 기술적 전문가들 및 부상병을 날라 왔다. 제6군은 기아에 시달리고 있었고, 조종사들은 도착한 물자를 나르는 병사들이 너무 지치고 굶주려서 음식을 나를 수 없다는 것에 충격 받았다. 독일 총참모장 자이츨러는 스탈린그라드의 고난에 충격을 받아서 스스로 음식을 줄였다고 한다. 이렇게 몇 주간 계속해 수척해지자 이를 본 히틀러는 화를 내면서 제대로 된 식사를 하도록 개인적으로 명령했다.

### 토성 작전
소련군은 스탈린그라드 주위의 위치를 공고히 했고, 포위망을 줄이기 위한 전투를 개시했다. 12월 포위를 모면한 독일 제4기갑군을 주축으로 구성된 돈 집단군은 만슈타인 지휘하에 포위된 독일군을 구출하기 위해 "겨울 폭풍 작전"(독일어 : Unternehmen Wintergewitter)을 개시하였으나 소련군은 이를 격퇴하였다. 다시 한 번 혹독한 러시아의 동장군이 찾아와 볼가 강이 결빙하여 소련군의 보급은 쉬워졌다. 그러나 시내에 포위된 독일군은 식량, 난방 연료, 의약품 부족에 시달렸고, 수많은 병사가 동상, 영양실조, 질병으로 사망하였다.
12월 16일 소련군은 다시 두 번째 공세인 토성 작전을 개시하였다. 이것은 추축군을 돈 강 너머로 몰아내고 로스토프를 점령하는 것이었다. 만약 이것이 성공한다면 코카서스를 향해 진격하던 독일 A 집단군까지 포위가 되어 독일의 남부집단군 전체가 붕괴하는 꼴이었다. 독일군은 대규모 지원 부대가 도착할 때까지 남아 있는 소규모 부대로 '기동 방어'를 시도하였다. 소련군은 로스토프에 근접하지 못했지만, A 집단군을 코카서스로부터 후퇴시켰고, 만슈타인으로 하여금 스탈린그라드에서 250킬로미터 후방으로 물러서게 하였다. 게다가 소련군이 독일군의 공항을 겨눈 타친스카야 기습이 성공하여 독일 공군의 수송 능력은 상당히 감소되었다. 이제 독일 제6군은 모든 구원군의 희망에서 벗어났다. 그러나 독일군 최고 사령부는 제6군에게 이를 알리지 않고, 계속 희망을 가지고 위치를 고수하도록 명령했다. 몇몇 독일군 장교는 파울루스에게 위치를 고수하라는 히틀러의 명령을 무시하고 포위망을 뚫어 스탈린그라드를 탈출하도록 설득했다. 그러나 명령 불복종은 생각할 수조차 없었던 파울루스는 이를 거부했다. 또한 이러한 포위망 돌파는 포위 초기 몇 주에는 가능했지만, 그 이후에는 연료가 부족하여 불가능했다. 기아에 허덕이던 독일군이 혹독한 소련의 겨울에 걸어서 소련군의 포위망을 뚫는다는 것은 불가능했다.

## 소련군의 승리

### 파울루스의 항복
포위망에 갇힌 독일군은 소련군의 맹공 때문에 시의 외곽으로부터 시내로 철수했다. 이에 따라 그동안 공중 보급이 이루어지던 피톰닉과 굼락크 두 공항을 잃었다. 독일군은 이제 기아에 허덕일 뿐만 아니라 실탄도 떨어져 가고 있었다. 그럼에도, 독일군은 소련군이 포로를 처형할 것이라는 생각에 결사적 항전을 계속했다.
특히 히비라고 불리는 소련군 출신 독일 부역자들은 잡히면 곧 죽음을 의미했기 때문에 결사적이었다. 그들을 공격하던 독일군을 역(逆)포위한 소련군은 포위망을 강화하여야만 했다. 다시 한 번 피비린내 나는 시가전이 시작되었고, 이번에는 독일군이 볼가강의 강둑으로 밀려났다.
1943년 1월 소련군은 (1) 모든 포로에 대한 안전 보장, (2) 독일군 환자와 부상병에 대한 의료 지원, (3) 포로의 개인 소지품 소지 허가, (4) 정규 식량 지급, (5) 전쟁이 끝난 후 송환 등의 조건을 내걸고 파울루스에게 항복 권고문을 보냈다. 이는 심리전 차원에서 선전 삐라로 만들어져 포위된 독일군에게도 뿌려졌다. 그러나 파울루스는 이를 거부했고 다시 전투가 재개되었다.
1월 20일 크로아티아 의용군 부대를 이끌던 빅토르 파비치치가 전사하고 히틀러는 파울루스를 자신의 집권 10주년 기념일인 1월 30일에 원수로 승진시켰다. 지금까지 포로가 된 독일의 원수가 없었음을 상기시키며 히틀러는 파울루스에게 자결하라는 무언의 메시지를 보낸 셈이다. 하지만 다음 날 소련군이 폐허가 된 백화점 건물에 차렸던 사령부로 진입하자, 파울루스는 이런 히틀러의 기대를 저버리고 항복하고 말았다.
2월 2일 항복한 독일군 포로는 22명의 장성급을 포함한 91,000명이었다. 이들은 기아와 질병에 싸울 기력을 잃어 도저히 더 싸울 수 없었다. 처음에 스탈린그라드에 갇혔던 25만 명의 추축국 병사 중 항복한 포로를 제외한 나머지는 모두 사망했다. 파울루스의 항복에 대해 히틀러는 "그는 영광 속에서 영원히 살 수 있는 길을 앞두고 모스크바로 가는 길을 택했다."라며 화를 냈다.

### 항전을 계속한 추축국 병사
한편 2월 2일 대부분의 추축군 병사들이 항복했다는 공식적인 소련군의 발표와는 달리, 독일 측의 기록 영화 《스탈린그라드》에 따르면 11,000명이 넘는 독일군과 추축국 병사는 항복을 거부하고 계속 저항했다고 한다. 싸우다 죽는 것이 소련의 포로가 되기보다는 낫다는 생각에 그랬을 것이다. 이들은 파울루스의 항복 이후 약 한 달이 지난 1943년 3월까지 지하실이나 하수도에 은신하며 저항했다. 소련군의 소탕 작전으로 이들의 수는 계속 줄어들었고, 3월까지 거의 소탕되거나 항복하였다. 이 기록 영화에 나온 소련군 문서에 따르면 이렇게 저항한 2,418명이 사살되었고 8,646명이 포로로 잡혔다. 항복을 거부하고 마지막까지 싸우던 독일군 부대는 소련군에 의해 분쇄되기 직전, 본국에 이런 무전을 보냈다고 한다. "우리는 의무를 다했다."

## 영향

### 사상자의 수
스탈린그라드 전투는 인류 역사상 가장 큰 단일 전투였다. 이 전투는 199일간 지속되었다. 전투의 범위가 광대했고, 사상자 수가 지나치게 많을 것을 두려워한 소련 정부의 사상자 수 집계 중단 명령 때문에 정확한 집계도 어려웠다. 전투 초기에 독일군은 소련군에게 심한 손실을 입혔다. 그러나 소련군이 독일군의 측면(주로 루마니아군)을 돌파하여 독일 제6군의 나머지를 포위하기 전에도 독일 제6군은 이미 큰 손실을 입고 있었다. 어떤 때는 독일군이 시의 90%를 장악하기도 했으나 소련군 장병들은 독일군의 점령 지구 안에서 필사적으로 싸웠다. 독일 제4기갑군의 일부도 이를 것이라고 추산한다. 독일이 40만 명, 루마니아가 20만 명, 이탈리아가 13만 명, 헝가리가 12만 명에 달하는 인명 손실을 본 것이다. 전투에서 살아남아 포로가 된 9만 명도 1943년 봄에 대부분 티푸스로 사망했고, 전쟁이 끝난 뒤에도 오랫동안 소련에 억류되어 전후 복구 사업에 강제 동원되다가 최종적으로 1955년 독일로 돌아올 수 있었던 자는 5천여 명밖에 되지 않았다. 물론 독일도 소련군 포로를 가혹하게 다루긴 마찬가지였다. 5만 명에 달하는 소련군 출신의 독일 부역자인 히비(Hiwi)들도 소련군에 사살되거나 잡혀 처형되었다.
과거 소련 관리들이 제공한 기록 보관 수치에 따르면 소련군의 손실은 총 사상자 수 1,129,619명이었으며, 이 중 478,741명이 전사 또는 실종되거나 포로가 되었고 650,878명이 부상당하거나 병들었다고 한다. 소련군은 4,341대의 전차, 15,728문의 야포, 2,769대의 전투기를 잃었다. 또한, 독일 제6군과 제4기갑군이 시내로 진격해 온 첫 주의 공습에서 4만여 명의 소련 민간인이 시내나 교외에서 사망했다고 한다. 이 소련 측 자료에서 시 이외의 민간인의 총 사망자 수는 알려지지 않았다. 그러나 소련 관리들이 제공한 손실 자료는 소련 측 손실의 부정확성과 과소 보고로 인해 학계의 많은 비판을 받았다. 최근의 데이터 설명과 손실 보정에 따르면 전투 동안 소련군에서 총 1,347,214명의 사상자가 발생했으며, 그 중 674,990명이 전사 또는 실종되거나 포로가 되었고 672,224명이 부상당하거나 병들었다. 이 데이터에 NKVD 군대와 자원 봉사대를 포함시키면 총 사상자는 136만~137만 명으로 늘어날 수 있다. 그러나 학계에서는 이 데이터 역시 여전히 과소평가되었다는 의문이 제기되고 있다. 영국의 역사가 로렌스 리스는 스탈린그라드 전선에서 소련군 100만 명이 죽었다고 말한다.
러시아 역사학자인 보리스 바디모비치 소콜로프는 차리친-스탈린그라드 국방 박물관의 전임 관장의 회고록을 인용했는데, 그는 소련군 200만 명이 넘는 사망자가 소련 정부에 의해 사상자 수 집계 중단 명령을 받기 전에 집계되었으며 아직도 수개월의 작업이 남았다고 언급했다. 소콜로프는 소련 관리들의 심각한 과소 보고로 인해 200만 명 이상의 소련군 사망자가 소련 공식 통계보다 실제 사망자 수에 더 가깝다고 말했다.
볼고그라드 공산당 기록 보관소의 불완전한 데이터에 따르면, 전투 중에 소련 민간인 42,754명이 사망했다. 그러나 러시아 역사학자인 타티아나 파블로바의 연구에 따르면 8월 23일에 도시에는 710,000명의 주민이 있었고, 그 중 185,232명이 전투가 끝날 때까지 사망했으며, 스탈린그라드 농촌 지역의 약 50,000명을 포함하여 총 235,232명의 민간인이 사망했다. 또한 파블로바는 그녀의 연구에서 "스탈린그라드의 민간인 인구 손실은 원자 폭탄으로 인한 히로시마 인구 손실보다 32.3% 더 높습니다."라고 말하며 "스탈린그라드에서 제2차 세계 대전 중 민간인 대량 살상 분야에서 절대적인 세계 기록이 세워졌습니다."라고 말했다. 2018년 연구에서는 전투로 인한 인구 손실이 250만~300만 명에 달한다고 결론내리고 이를 '실제 인구 재앙'이라고 설명했다.

### 루프트바페의 손실
| 손실 수    | 항공기 유형                       |
| ---------- | --------------------------------- |
| 269        | 융커스 Ju 52                      |
| 169        | 하인켈 He 111                     |
| 42         | 융커스 Ju 86                      |
| 9          | 포케-불프 Fw 200                  |
| 5          | 하인켈 He 177                     |
| 1          | 융커스 Ju 290                     |
| 총합 : 495 | 약 20개 비행대대 또는 항공대 이상 |

수송기의 손실은 특히 심각했는데, 포위망에 갇힌 독일 제6군의 보급 능력을 파괴했기 때문이다. 포위 이후 타친스카야 비행장이 점령당했을 때 72대의 항공기가 파괴되었다는 것은 루프트바페 수송 함대의 약 10%가 손실되었다는 것을 의미했다.

### 기념과 의의
영웅적인 방어전을 기념하여 스탈린그라드는 1945년 영웅 도시의 칭호를 받았다. 전후 1960년대에는 시를 내려다보는 마마이 언덕에 “모국 러시아”를 상징하는 거대한 입상이 세워졌다. 이 근처에 스탈린그라드 전투 기념관이 세워졌으며, 오늘날까지 당시에 부서졌던 건물이 전시되어 있다. 또한, 소련 62군과 64군을 지휘했던 추이코프와 슈밀로프도 사후 이곳에 묻혔다. 곡물 저장소와 2개월간 독일군의 포위에 견딘 파블로프의 집도 보존되어 현재까지 관람객의 발길이 끊이질 않는다. 오늘날까지 마마이 언덕에서는 뼈나 조각난 쇳조각이 발견되곤 한다. 이것들은 전투의 치열함과 독일 침략자에 대한 저항을 상징하고 있다.
다른 한편에서는 독일군은 포위된 가운데서도 주목할 만한 군기를 보여주었다. 독일군이 이런 규모로 악조건 아래에서 포위된 것은 처음이었다. 포위 말기에는 식량과 의복이 부족하여 많은 독일 병사가 동사하거나 아사했다. 그러나 군기는 엄정히 지켜졌고, 상관에 대한 복종도 저항이 의미 없어질 때까지 지켜졌다. 파울루스 원수는 빨리 포위망을 빠져나오라는 다른 독일 장군들(특히 구원군을 이끌었던 만슈타인)의 권고나 권유에도 굴하지 않고 실탄과 식량이 고갈될 때까지 위치를 고수하라는 히틀러의 명령에 복종했다. 그래서 장군이었던 파울루스의 항복 이전에 소련군에게 항복한 독일군의 수는 매우 적었다.
이후 독일군은 수세에 몰리게 된다. 1943년 초봄, 만슈타인은 `스탈린그라드의 승리에 고취되어 너무 깊숙이 추격해온 소련군`을 섬멸하여 일시적으로 공세를 취하기도 하지만(제3차 하르코프 전투 참조), 독일군의 병력과 자원은 이미 스탈린그라드에서 지나치게 소모되었고 더는 소련군을 압도할 만한 힘을 갖고 있지 않았다. 대조적으로 소련군은 초기의 패배를 딛고 이 전투를 기점으로 병기와 전법을 대폭 개량하여 독일군과 대등하게 싸울 수 있는 전력을 확보하게 되었다.

## 참고 자료
- '라이프 2차 세계대전', <소련군의 반격>

본문은 영문 위키백과의 본문을 대부분 그대로 번역한 것이므로 영문 위키백과의 참고 자료를 소개한다.
- Гриф секретности снят: Потери Вооруженных Сил СССР в войнах, боевых действиях и военных конфликтах: Стат. исслед./ Г. Ф. Кривошеев, В. М. Андроников, П. Д. Буриков. — М.: Воениздат, 1993. С. 178—182, 369—370. ISBN 5-203-01400-0
- Beevor, Antony [1999]. Stalingrad (in English). Viking Press, Penguin Books. ISBN 0-14-024985-0 (Pbk).
- MacDonald, John [1986]. Great Battles of World War II (in English). London: Michael Joseph, pp.94.
- https://archive.today/20120526224817/http://stalingrad-info.com/stalingrad1942.htm
- Craig, William [1973]. Enemy at the Gates: the Battle for Stalingrad (in English). New York: Penguin Books. ISBN 0-14-200000-0.
- https://web.archive.org/web/20090408133447/http://www-cgsc.army.mil/carl/resources/csi/drea2/Maps.html#map17
- MacDonald, John [1986]. Great Battles of World War II (in English). London: Michael Joseph, pp.98.
- Stalingrad - OSA III - Stalingradin taistelu päättyy. Retrieved on 2007-07-16.

## 같이 보기
- 레닌그라드 전투
- 겨울전쟁
- 제1차 세계대전
- 제2차 세계대전

## 추가 문헌
- Overy, Richard, 류한수(옮김), 《스탈린과 히틀러의 전쟁》, 지식의 풍경, 2003 (주로 소련 측의 관점에서 독소전쟁의 배경이나 개요를 보기에는 좋은 책)
- 김종화, 《스탈린그라드 전투》, 세주통상, 1995 (반공주의적인 서술이 보이나 공식적인 역사책에 나오지 않은 여러 일화를 다루고 있음)
- 《세계 제2차대전-소련군의 반격》, 한국일보타임라이프, 1992 (모스크바 공방전 직후부터 스탈린그라드 전투까지의 상황이 잘 서술됨)
- Beevor, Anthony, 안종석(옮김), 《여기 들어오는 자, 모든 희망을 버려라》(원제 Battle of Stalingrad), 서해문집, 2004 (번역에 약간의 오류가 눈에 띄지만 독일 측의 입장에서 잘 서술함)